# George Robert Waterhouse

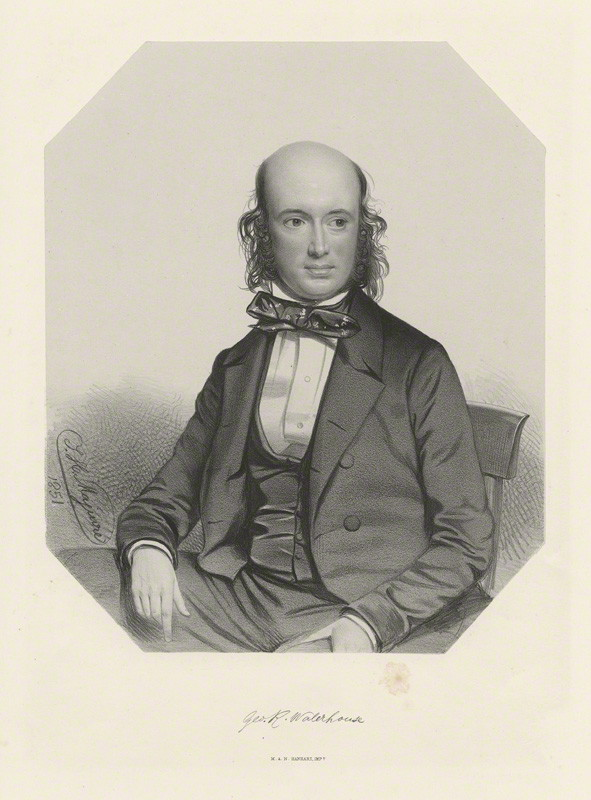
George Robert Waterhouse

George Robert Waterhouse (* 6. März 1810 in Somers Town, England; † 21. Januar 1888 in Putney) war ein britischer Zoologe.

## Leben und Wirken
George Robert Waterhouse war der Sohn des Architekten James Edward Waterhouse. 1833 begründete er die Royal Entomological Society of London mit und wurde zum Verwalter der Bibliothek gewählt. Von 1849 bis 1850 war er Präsident der Gesellschaft.
In Liverpool war Waterhouse von 1835 bis 1836 als Kurator des Museums der Liverpool Royal Institution tätig. Anschließend wechselte er zur Zoologischen Gesellschaft, für die er bis 1843 ebenfalls als Kurator arbeitete. Im November 1843 wurde er assistierender Kurator für Mineralogie am Britischen Museum in London und im Dezember 1851 Verwalter der Abteilung. 1857 wurde Waterhouse Verwalter der geologischen Abteilung. Diesen Posten übte er bis zum 21. Juni 1880 aus.
Charles Darwin lernte Waterhouse bereits während seiner Studienzeit in Cambridge Ende 1829 kennen, denn beide waren eifrige Sammler von Käfern. Anfang Januar 1837 übereignete Darwin die während seiner Reise mit der Beagle gesammelten Säugetiere und Vögel der Zoologischen Gesellschaft. Waterhouse erklärte sich bereit für das geplante Werk The Zoology of the Voyage of H.M.S. Beagle die Säugetiere zu bearbeiten, da er bereits an einem Katalog über die im Museum aufbewahrten Säugetiere arbeitete (Catalogue of the mammalia preserved in the Museum of the Zoological Society of London).

## Schriften

### Werke
- Catalogue of the mammalia preserved in the Museum of the Zoological Society of London. 1838–1839
- The Zoology of the Voyage of H.M.S. Beagle. Mammalia. Smith, Elder & Co., London 1838–1839
- The Naturalist's Library. Mammalia. Vol. XI.: Marsupialia, or Pouched Animals. W. H. Lizars, Edinburgh 1841
- A natural history of the Mammalia. 2 Bände, H. Baillière, London 1846-1848
- Catalogue of British Coleoptera. Taylor and Francis, London 1858

### Zeitschriftenbeiträge (Auswahl)
- Description of a new Genus of Mammiferous Animals from Australia, belonging probably to the Order Marsupialia. In: Transactions of the Zoological Society of London. Band 2, S. 149–154, 1836
- Description of the larva and pupa of Raphidia ophiopsis. In: Transactions of the Royal Entomological Society of London. Band 1, S. 23–27, Tafel 3, 1836; online
- Descriptions of some new Coleopterous Insects from the Philippine Islands, collected by H. CUMING. In: Transactions of the Entomological Society of London. Band 2, S. 36–45, 1841 online
- Descriptions of Coleopterous Insects Collected by Charles Darwin, Esq., in the Galapagos Islands. In: Annals and Magazine of Natural History, including Zoology, Botany, and Geology. Band 16, S. 19–41, 1845; online
- Descriptions of some new genera and species of Heteromerous Coleoptera. In: Annals and Magazine of Natural History, including Zoology, Botany, and Geology Band 16, S. 317–324, 1845; online
- Descriptions of new genera and species of Curculionides. In: Transactions of the Entomological Society of London. Band 2, S. 179–181, 1853

## Nachweise